# Klemm Kl 31
Il Klemm L 31, ridesignato successivamente Kl 31 in base alle convenzioni Reichsluftfahrtministerium (RLM), era un monomotore da turismo e da addestramento biposto ad ala bassa a sbalzo sviluppato dall'azienda tedesca Leichtflugzeugbau Klemm GmbH nei primi anni trenta.
Derivato dal precedente L 25, venne anch'esso destinato al mercato dell'aviazione generale ed utilizzato, oltre che da piloti privati civili, nelle scuole di volo della Luftwaffe durante il periodo prebellico.

## Storia del progetto
Il successo sul mercato ottenuto con l'L 25 del 1928 indusse Hanns Klemm, proprietario dell'azienda aeronautica che portava il suo nome, ad affidarne nuovamente lo sviluppo al suo progettista Robert Lusser al fine di ricavarne un modello quadriposto. Lusser apportò modifiche minori lasciando quasi del tutto inalterata la cellula, rinforzandola solo per la necessità di utilizzare gruppi motoelica dalla maggior potenza.
Il prototipo venne portato in volo con successo nel 1931 e nel corso dello stesso anno avviato alla produzione in serie, che si protrasse fino al 1935 quando venne sospesa attestandosi ad un totale di 30 esemplari.
Pur mantenendo negli anni un aspetto fondamentalmente identico, nelle sue numerose versioni venne dotato di diverse tipologie di motori sia radiali che in linea, tutti accoppiati ad un'elica bipala.

## Tecnica
Il Kl 31 era un velivolo dall'aspetto convenzionale, basato sui precedenti modelli sviluppati dall'azienda e del quale manteneva le caratteristiche salienti: monomotore monoplano a carrello fisso.
La fusoliera, realizzata con struttura metallica rivestita di pannelli in compensato, era caratterizzata dalla presenza di una cabina di pilotaggio chiusa dove potevano trovare posto il pilota ed altri tre membri dell'equipaggio. Posteriormente terminava in un impennaggio classico monoderiva con piani orizzontali montati a sbalzo.
La configurazione alare era monoplana, con ala montata bassa sulla fusoliera, realizzata con una parte centrale alla quale erano poi collegate le due semiali.
Il carrello d'atterraggio era un semplice biciclo fisso, collegato alla parte inferiore della fusoliera tramite una struttura tubolare, ammortizzata nella versione Kl 31a, ed integrato posteriormente da un pattino d'appoggio anch'esso ammortizzato.
La propulsione era assicurata da un singolo motore aeronautico montato all'apice anteriore della fusoliera. Tra le varie possibilità offerte dall'azienda vi era il BMW-Bramo Sh 14 A, un radiale 14 cilindri a doppia stella in grado di esprimere una potenza pari a 160 PS (118 kW), dotato di circuito di lubrificazione dalla capacità di 15 L ed alimentato da un serbatoio di combustibile da 150 L, ed abbinato ad un'elica bipala, metallica o in legno, a passo variabile del diametro di 2,15 m.

## Impiego operativo
Il Kl 31, al pari dei suoi predecessori, cominciò ad essere utilizzato da piloti privati nelle competizioni aeree del periodo destinate a velivoli di quella categoria. Successivamente venne adottato anche dalle scuole di volo della Luftwaffe.

### Versioni
Kl 31
versione dotata di carrello fisso non ammortizzato con ruote di piccolo diametro ad alta pressione.
Kl 31a
versione dotata di carrello fisso con gambe di forza ammortizzate e ruote a bassa pressione.